# Giovanni Amendola

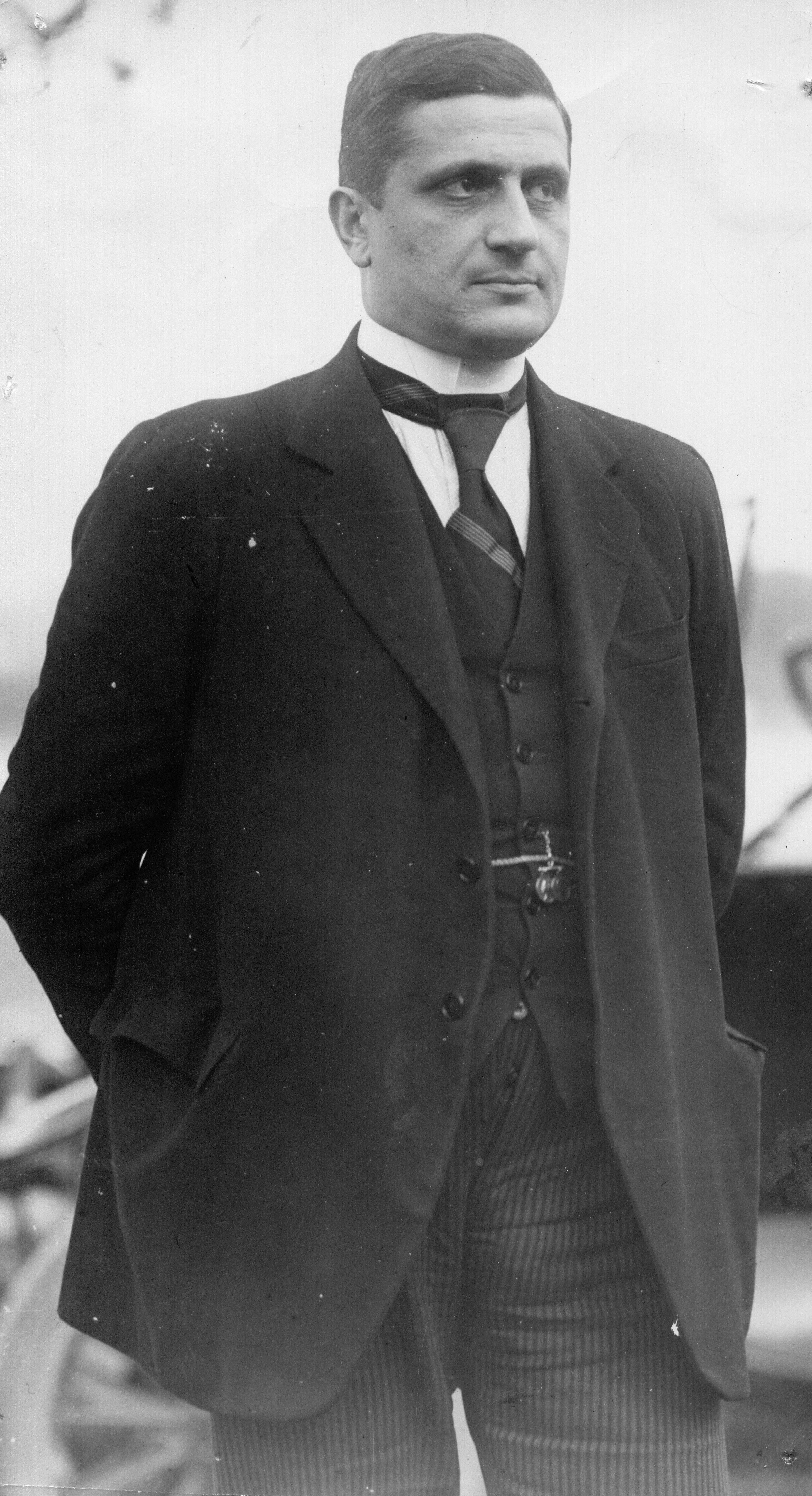
Giovanni Amendola, 1923

Giovanni Amendola (* 15. April 1882 in Neapel, Italien; † 7. April 1926 in Cannes, Frankreich) war ein italienischer Journalist und Politiker. In den ersten Jahren des italienischen Faschismus  gehörte er zu den herausragenden liberalen Antifaschisten des Landes. Amendola starb 1926 an den Folgen eines faschistischen Attentats.

## Leben und Wirken
Giovanni Amendola wurde als Sohn von Pietro Amendola und Adelaide Bianchi in Neapel geboren. Er war das älteste von sechs Kindern und wurde nach seinem Onkel Giovanni Battista Amendola (1848–1887) benannt, der sich als Bildhauer auch außerhalb Italiens einen Namen gemacht hatte. Amendolas Vater Pietro stammte aus Sarno (Kampanien) in der Provinz Salerno, wo die Amendolas seit Jahrzehnten ansässig waren. Er besaß nur eine sehr bescheidene Schulbildung. Im Jahre 1867 hatte er als Soldat am Feldzug Garibaldis nach Rom teilgenommen und war bei Monterotondo verwundet worden. Später beteiligte er sich als Carabiniere an der Bekämpfung von Briganten in Süditalien und zog dann mit seiner Familie nach Rom, wo er einen schlecht bezahlten Posten als kleiner Museumsangestellter gefunden hatte.
Amendola wuchs in sehr ärmlichen Verhältnissen auf. In Rom besuchte er nach der Grundschule und dem Istituto Tecnico das Istituto Tecnico Superiore, das er 1899 mit einem ausgezeichneten Zeugnis verließ. Als fünfzehnjähriger Schüler engagierte er sich zum ersten Mal in der Politik und schloss sich der sozialistischen Jugendbewegung an. Als 1898 die Mitglieder seiner Gruppe entgegen der behördlichen Auflösungsverfügung weiter Treffen abhielten und dabei festgenommen wurden, verbrachte er einige Tage in Haft, weil er sich geweigert hatte, schriftlich von seinen sozialistischen Überzeugungen Abstand zu nehmen.  Im Jahr 1899 begann Amendola ein Studium am Fachbereich Mathematik der Universität Rom. Seine eigentliche Neigung galt jedoch den Geisteswissenschaften, vor allem der Philosophie. In seiner Freizeit beschäftigte er sich intensiv mit der Lektüre philosophischer Klassiker, vor allem mit Kant und Schopenhauer. Er lernte auch Französisch, Englisch und Deutsch sowie Latein und Griechisch. Seine Philosophiestudien setzte er später in Berlin und danach an der Universität Leipzig fort, wo er Ende 1906 drei Monate lang die Vorlesungen des Philosophen Wilhelm Wundt besuchte. Den Studienaufenthalt in Leipzig brach Amendola ab, weil er einen Posten als Sekretär im Bildungsministerium (Ministero della Pubblica Istruzione) bekam, den er 1907 antrat.
Als junger Mann gehörte Amendola auch mehrere Jahre zum Kreis der Theosophischen Gesellschaft in Rom, wo die Blavatsky-Schülerin Isabel Cooper-Oakley eine führende Rolle spielte. In dieser Zeit beschäftigte er sich vor allem mit der östlichen Philosophie und theosophischen Schriften. Er lernte Annie Besant kennen und hielt im Auftrag der Gesellschaft in vielen Städten Vorträge über die Ziele der Theosophen. 1905 verließ Amendola die Theosophische Gesellschaft zusammen mit einer Gruppe von Freunden. Im Herbst 1909 übernahm er die Leitung der Biblioteca Filosofica in Florenz, die aus der ehemaligen theosophischen Bibliothek der Stadt hervorgegangen war. Die Bibliothek war Anfang des 20. Jahrhunderts ein zentraler Treffpunkt und Forum für die Intellektuellen der Stadt. Sie bot nicht nur Bücher und Zeitschriften, sondern organisierte auch Vortragsreihen, Lesungen und Diskussionen zu Themen der Philosophie und Religion und veröffentlichte ein eigenes Mitteilungsblatt (Bollettino). Amendolas Freund Giovanni Papini, Franz Brentano und Giovanni Gentile, um nur einige zu nennen, gehörten zu den zahlreichen Intellektuellen, die in der Bibliothek Vorträge hielten und an Diskussionen teilnahmen.  Amendola stellte dort u. a. seine Schrift Maine de Biran (1911) vor. Er gehörte mit Papini, Guido Ferrando, Roberto Assagioli, Mario Calderoni, Piero Marrucchi und anderen auch zu einem Philosophiezirkel (Circolo di filosofia), der regelmäßig in der Bibliothek tagte.
Von 1909 bis 1912 lebte Amendola in Florenz, wo er für Giuseppe Prezzolinis Zeitschrift La Voce schrieb. Zuvor hatte er schon einige Beiträge für Giovanni Papinis Leonardo verfasst. Mit Papini war er 1911 auch Gründer und Autor der Monatsschrift L'Anima, die jedoch nach zwölf Ausgaben wieder eingestellt wurde. In seinen Arbeiten für diese Kulturzeitschriften beschäftigte sich Amendola in erster Linie mit Themen der Philosophie. Im Sommer 1912 wandte er sich dem politischen Journalismus zu und ging als Korrespondent der Bologneser Tageszeitung Il Resto del Carlino nach Rom. Im folgenden Jahr wurde er auch Privatdozent für Philosophie an der Universität Pisa, setzte aber nach kurzer Lehrtätigkeit seine akademische Laufbahn nicht weiter fort. Kurz vor Ausbruch des Krieges holte ihn Luigi Albertini zum Mailänder Corriere della Sera, für den er bis Ende 1920 tätig war, zunächst als politischer Korrespondent, später auch als Leiter der römischen Redaktion des Blattes.
Während des Ersten Weltkrieges unterstützte Amendola die italienischen Interventionisten, die sich gegen die Neutralität Italiens aussprachen und eine Kriegsbeteiligung des Landes forderten. Nach dem Kriegseintritt Italiens auf Seiten der Entente im Mai 1915 nahm Amendola als Artillerieoffizier am Krieg teil. Er erreichte den Rang eines Hauptmanns und erhielt eine Tapferkeitsauszeichnung. 1917 schied er aus dem Militärdienst aus, um sich wieder seiner journalistischen Arbeit zu widmen.
Gegen Ende des Krieges engagierte sich Amendola sehr für eine Zusammenarbeit Italiens mit den nach Unabhängigkeit strebenden slawischen Völkern Österreich-Ungarns. Nach dem 14-Punkte-Programm des amerikanischen Präsidenten Wilson im Januar 1918 sprach er sich für eine Erweiterung des Programms aus und forderte die Zerschlagung der Donaumonarchie als eines der Kriegsziele der Alliierten. Er trat für das Selbstbestimmungsrecht der Völker Österreich-Ungarns ein und plädierte für eine unabhängige Tschechoslowakei, ein unabhängiges Polen und auch ein unabhängiges Jugoslawien. Vom 8. bis 11. April 1918 fand in Rom mit Unterstützung der italienischen Regierung unter Ministerpräsident Orlando der Kongress der von Österreich-Ungarn unterdrückten Völker statt, an dessen Zustandekommen Amendola und der Corriere della Sera wesentlich mitgewirkt hatten. Amendola gehörte zum italienischen Organisationskomitee und war zusammen mit über dreißig italienischen Abgeordneten, Senatoren und Publizisten einer der Delegierten. Zu diesem Kongress versammelten sich neben den Italienern Exilvertreter der Tschechen, Slowaken, Polen, Rumänen und Südslawen (Kroaten, Slowenen und Serben), darunter einige der wichtigsten Führer der Unabhängigkeitsbewegungen wie Edvard Beneš, Milan Štefánik und Ante Trumbić. Der Kongress verabschiedete eine gemeinsame Schlusserklärung, den sogenannten Pakt von Rom (Patto di Roma), in dem das Recht jedes Volkes auf einen eigenen Nationalstaat bekräftigt wurde. Die italienischen und jugoslawischen Delegationen einigten sich in einer Sondervereinbarung auf eine freundschaftliche Lösung der anstehenden Gebietsstreitigkeiten im Adria-Raum auf der Grundlage des Selbstbestimmungsrechts der Völker und des Nationalitätenprinzips.
Nach dem Sieg der Alliierten kam es wegen der Gebietsforderungen Italiens bei den Friedensverhandlungen in Paris zu einer tiefen Spaltung der Kriegsbefürworter. Amendola und die demokratischen Interventionisten wurden von Nationalisten und Faschisten als "Verzichtspolitiker" (renunciatori) diffamiert, weil sie bei Territorialgewinnen zu Kompromissen bereit waren. Dabei ging es vor allem um Dalmatien sowie um Fiume (heute Rijeka), das der Außenminister Sonnino abweichend vom Londoner Vertrag (1915) ebenfalls beansprucht hatte. Italien scheiterte mit diesen Forderungen am Widerstand Präsident Wilsons.
Im November 1919 wurde Amendola in die italienische Abgeordnetenkammer gewählt. Er kandidierte auf einer liberal-demokratischen Liste in der Provinz Salerno, wo er 1921 und 1924 wiedergewählt wurde. Bis zur Machtübernahme durch die Faschisten unter Benito Mussolini im Oktober 1922 gehörte Amendola mehreren Regierungen an: Im zweiten Kabinett Nitti (Mai/Juni 1920) war er für wenige Wochen Unterstaatssekretär im Finanzministerium. Von Februar bis Oktober 1922 übernahm er das Amt des Kolonialministers in den beiden letzten liberalen Regierungen unter Luigi Facta.
Am Vorabend des Marsches auf Rom attackierte Mussolini in einer Rede Amendola sowie den Innenminister Paolino Taddei und den Justizminister Giulio Alessio als die Hauptgegner des Faschismus in der Regierung. Alle drei waren entschiedene Verfechter eines Eingreifens der Armee gegen die Faschisten. Das schließlich vom Kabinett Facta beschlossene Dekret über die Verhängung des Belagerungszustandes wurde jedoch nicht vom König Vittorio Emanuele III unterzeichnet, er ernannte Mussolini zum Ministerpräsidenten.
Im Januar 1922 gehörte Amendola mit Andrea Torre und Giovanni Ciraolo zu den Gründern der römischen Tageszeitung Il Mondo.
In seinem Artikel Maggioranza e minoranza (dt. Mehrheit und Minderheit), der sich mit dem Missbrauch von regionalen Wahlverfahren durch die Faschisten befasste und am 12. Mai 1923 in Il Mondo  erschien, bezeichnete Giovanni Amendola den Faschismus erstmals als "sistema totalitario", das "absolute und unkontrollierte Herrschaft" anstrebe.
Er gilt daher als Begründer der Totalitarismustheorie.
Nach der Ermordung des sozialistischen Abgeordneten Giacomo Matteotti durch Squadristen wurde Amendola ein führender Politiker der oppositionellen Aventinianer.
1925 verfasste der Philosoph Benedetto Croce auf Anregung Amendolas das Manifest der antifaschistischen Intellektuellen (ital. Manifesto degli intellettuali antifascisti), das am 1. Mai 1925 in Il Mondo veröffentlicht wurde. Zu den über hundert Unterzeichnern gehörten neben Amendola bekannte Namen wie die Schriftsteller Sibilla Aleramo, Eugenio Montale und Matilde Serao sowie der Ökonom und spätere italienische Staatspräsident Luigi Einaudi. Das Manifest war eine Gegenrede zu Giovanni Gentiles Manifest der faschistischen Intellektuellen an die Intellektuellen aller Nationen (ital. Manifesto degli intellettuali italiani fascisti agli intellettuali di tutte le nazioni), welches am 21. April 1925 in fast allen italienischen Zeitungen veröffentlicht worden war. Dieses faschistische Manifest wurde öffentlich unterstützt von etwa 250 italienischen Intellektuellen, zu denen u. a. der Schriftsteller Curzio Malaparte, der Dramatiker Luigi Pirandello sowie der Futurist Filippo Tommaso Marinetti gehörten.
Wie viele oppositionelle Politiker und Journalisten war Amendola einer systematischen Einschüchterungskampagne mit Morddrohungen und gewalttätigen Angriffen durch die Faschisten ausgesetzt. Das erste Mal wurde er am 26. Dezember 1923 in Rom von Squadristen überfallen und zusammengeschlagen. Das tödlich endende Attentat ereignete sich am 21. Juli 1925 in der Nähe von Montecatini Terme. Zu den Hintermännern dieses Anschlags zählte der Parlamentsabgeordnete Carlo Scorza, Faschistenführer (Ras) der Provinz Lucca und 1943 letzter Sekretär der faschistischen Partei (PNF). In Montecatini wurde Amendola stundenlang von mehreren hundert Schwarzhemden in seinem Hotel belagert und bedroht. Mit dem Versprechen, ihn in Sicherheit zu bringen, lockte Scorza Amendola in einen Hinterhalt, wo er von einem faschistischen Schlägertrupp schwer misshandelt wurde. Nach monatelangem Siechtum und einer erfolglosen Operation in Paris starb Amendola wenige Wochen nach Piero Gobetti an den Spätfolgen dieses Anschlags.
Wenige Tage vor Montecatini hatten die Oppositionsabgeordneten des Aventin mit einem Manifest gegen den Freispruch Emilio De Bonos protestiert. De Bono, zum Zeitpunkt des Matteotti-Mordes Polizeichef, war in einem Verfahren vor dem italienischen Senat als Oberstem Gerichtshof (Alta Corte di Giustizia) vom Vorwurf einer Verwicklung in das Verbrechen freigesprochen worden. Amendolas Sohn Giorgio zufolge war das tödliche Attentat auf seinen Vater eine Vergeltung für diesen Protest des Aventin.
Dem Willen der Familie und seiner Freunde entsprechend sollte Amendola erst nach dem Ende des Faschismus nach Italien zurückkehren. Er erhielt 1928 eine eigene Grabstätte in Cannes, versehen mit der Inschrift "Hier lebt Giovanni Amendola und wartet".  Im April 1950 wurden seine sterblichen Überreste nach Italien überführt und auf dem Friedhof Poggioreale in Neapel beigesetzt.
Die Täter des Anschlags von Montecatini wurden 1944 verhaftet und 1947 in einem Prozess vor dem Schwurgericht (Corte di Assise) in Pistoia zu langen Haftstrafen verurteilt. Zwei Jahre später wurden ihre Strafen im Berufungsverfahren vor dem Schwurgericht in Perugia reduziert. Dadurch fiel die Tat unter eine Amnestie, und die Täter kamen nach fünf Jahren Haft wieder in Freiheit.  Die Gerichte bestätigten, was die behandelnden französischen Ärzte 1926 in einem Gutachten festgestellt hatten: Der Tod Amendolas war eine direkte Folge der Misshandlungen vom Sommer 1925. Damit wurde die von den Faschisten lancierte Behauptung richtiggestellt, wonach Amendola an einer unheilbaren Krankheit gestorben sei.

## Andenken
Unmittelbar nach Mussolinis Verhaftung wurde im August 1943 in Salerno die erste Piazza nach Amendola benannt, heute tragen zahlreiche Straßen und Plätze in italienischen Städten seinen Namen. Auch die Sozialversicherungsanstalt der italienischen Journalisten (Istituto Nazionale di Previdenza dei Giornalisti Italiani "Giovanni Amendola", INPGI) ist nach ihm benannt. In Salerno wurde 1953 ein Denkmal für Amendola errichtet. Ein weiteres Denkmal befindet sich am Ort des Attentats von 1925.
Eine Station der Mailänder U-Bahn ist nach Amendola benannt.

## Familie
Amendola war seit 1906 verheiratet mit der aus Litauen stammenden russischen Intellektuellen Eva Kühn (1880–1961). Das Paar hatte sich 1903 in der römischen Niederlassung der theosophischen Gesellschaft kennengelernt. Seine Frau wurde als literarische Übersetzerin bekannt und gehörte zum Kreis der Futuristen um Filippo Tommaso Marinetti. In Anerkennung der Verdienste Amendolas sprach die italienische Abgeordnetenkammer seiner Witwe 1950 per Einzelgesetz eine Pension zu. Das Paar hatte vier Kinder: Giorgio, Ada, Antonio und Pietro. Der älteste Sohn Giorgio Amendola (1907–1980) wurde zum Widerstandskämpfer gegen den italienischen Faschismus und den Nationalsozialismus. In der Nachkriegszeit war er ein führender Politiker der Kommunistischen Partei Italiens. Auch Amendolas jüngster Sohn Pietro (1918–2007) schloss sich dem antifaschistischen Widerstand an und saß ab 1948 zwei Jahrzehnte lang als Abgeordneter für die Kommunisten im italienischen Parlament.

## Texte von Giovanni Amendola (online)
Auszüge aus dem Buch La Nuova Democrazia. Discorsi Politici (1919–1925). Verlag Riccardo Ricciardi, 1976
- repubblicanidemocratici.it: Per una nuova democrazia (Memento vom 14. Juli 2013 im Internet Archive) (italienisch)
- repubblicanidemocratici.it: Il Manifesto dell'Unione Nazionale di Giovanni Amendola (Memento vom 11. Dezember 2012 im Internet Archive) (italienisch)

## Werke
- La volontà è il bene. Libreria Editrice Romana, Rom 1911 (philosophische Schrift)
- Maine de Biran. Quattrini, Florenz 1911 (philosophische Schrift)
- La Categoria. Appunti critici sullo svolgimento della dottrina delle Categorie da Kant a noi, Bologna 1913 (philosophische Schrift, vorgelegt anlässlich der Übernahme einer Privatdozentur für Philosophie an der Universität Pisa)
- Il Patto di Roma. Scritti di Giovanni Amendola, Giuseppe A. Borgese, Ugo Ojetti, Andrea Torre. Mit einem Vorwort von Francesco Ruffini. Quaderni della "Voce", Rom 1919 (über den von Amendola mitorganisierten "Kongress der unterdrückten Völker in Österreich-Ungarn" vom April 1918 in Rom)
- Una battaglia liberale. Discorsi politici (1919–1923). Piero Gobetti Editore, Turin 1924 (Auswahl von Reden 1919–1923)[20]
- La democrazia dopo il VI aprile MCMXXIV. Corbaccio, Mailand 1924; Reprint: Arnaldo Forni Editore, Bologna 1976 (Texte Amendolas zu den Parlamentswahlen am 6. April 1924, darunter seine Rede in der Camera dei deputati vom 6. Juni 1924)
- Giulio Alessio, Giovanni Amendola, Roberto Bencivenga et al.: Per una nuova democrazia. Relazioni e discorsi al I° Congresso dell'Unione Nazionale. Rom 1925; Reprint: Arnaldo Forni Editore, Bologna 1976, Bd. 52 der Reihe "Archivio Storico del Movimento Liberale Italiano"  (enthält neben Amendolas Vorwort seine auf dem Kongress von 1925 gehaltene programmatische Rede zur "Unione Nazionale")
- La democrazia italiana contro il fascismo (1922–1924). Ricciardi, Mailand-Neapel 1960 (Auswahl von Artikeln aus "Il Mondo")
- La crisi dello stato liberale. Scritti politici dalla guerra di Libia all'opposizione al fascismo. hrsg. und mit einer Einführung versehen von Elio D' Auria, Newton Compton Editori, Rom 1974 (Auswahl von 125 Artikeln aus den Zeitungen "Il Resto del Carlino" und "Corriere della Sera", einige wenige aus "Il Mondo")
- Discorsi politici (1919–1925). Hrsg. von Sabato Visco, mit einem Vorwort von Sandro Pertini, Camera dei deputati, Rom 1968[21]

Übersetzungen
- George Berkeley: Saggio di una nuova teoria della visione. aus dem Englischen übersetzt und mit einer Einführung versehen von Giovanni Amendola, Carabba, Lanciano 1920. (Neuauflage 1974, ISBN 88-88340-04-1)
- John Ruskin: Le fonti della ricchezza (Unto this last). aus dem Englischen übersetzt und mit einem Vorwort versehen von Giovanni Amendola, Voghera, Rom 1908.

Briefwechsel
- Carteggio Croce - Amendola, hrsg. von Roberto Pertici, Istituto italiano per gli studi storici, Neapel 1982, ISBN 88-15-01597-3.

Die fünfbändige Gesamtausgabe des Briefwechsels von Amendola wird herausgegeben von Elio D’Auria:
- Carteggio 1897–1909. Laterza, Bari-Rom 1986, ISBN 88-420-2704-9.
- Carteggio 1910–1912. Laterza, Bari-Rom 1987, ISBN 88-420-2927-0.
- Carteggio 1913–1918. Lacaita, Manduria-Rom 1999, ISBN 88-87280-03-7.
- Carteggio 1919–1922. Lacaita, Manduria-Rom 2003, ISBN 88-88546-16-2.
- Carteggio 1923–1924. Lacaita, Manduria-Rom 2006, ISBN 88-89506-48-2.

## Filmographie
- Il Duce und seine Faschisten, in Farbe. Teil 1: Die Machtergreifung, 50 Min., Teil 2: An der Macht, 52 Min., Dokumentation, Großbritannien, Regie: Chris Oxley, Produktion: arte, Erstausstrahlung: 14. und 21. Februar 2007.[22][23] Der Mut und die Tapferkeit Amendolas sowie sein Schicksal spielen in der Dokumentation eine nicht unerhebliche Rolle.